# Abraham van der Merwe
Abraham Johannes van der Merwe (13 avril 1897 Calvinia - 23 avril 1978 Oranjezicht), pasteur de l'Église réformée hollandaise (Nederduits Gereformeerde Kerk), a été un dirigeant marquant du protestantisme sud-africain au XXe siècle : cinq fois de suite modérateur du synode général de son église  et pendant près de 40 ans pasteur de la grande paroisse réformée néerlandaise de la ville du Cap (ou Grote Kerk). Il fut également président du comité d’organisation des commémorations de l’arrivée de Van Riebeeck au Cap en 1952.

## Enfance et formation
Abraham van der Merwe est né le 13 avril 1897 à Koppieskraal près de Calvinia et a suivi sa scolarité primaire et secondaire dans cette ville. Il étudie ensuite à l’Université du Cap où il  obtient une maîtrise avec mention très honorable et une bourse pour faire des études à l'étranger. Mais il préfère s’inscrire au séminaire protestant de Stellenbosch dont il obtient le diplôme avec les félicitations du jury. Il s’inscrit ensuite à l’Université d'Utrecht aux Pays-Bas où, en juillet 1925, il soutient une thèse de doctorat en théologie protestante sur le concept de péché dans la philosophie évolutionniste anglaise.

## Carrière pastorale
Van der Merwe est consacré la même année, et effectue son stage de pasteur proposant dans sa ville natale, puis il est élu à la paroisse réformée hollandaise au Cap, la « grande église » (en). Il y passera la totalité d'une carrière pastorale de près de 40 ans (à trois mois près) depuis son installation, le 16 avril 1926, à sa retraite le 30 janvier 1966. Après cela, il réside au Cap, mais après une attaque, sa santé déclina progressivement et pendant les cinq dernières années et demie de sa vie, il resta en retrait de toute fonction publique. Il décéda en 1978 après une autre attaque à son domicile d’Oranjezicht dans la banlieue du Cap.

## Dirigeant de l’Église réformée néerlandaise
L’Église réformée néerlandaise (Nederduits Gereformeerde Kerk) l'a élu pour la première fois en 1945 au poste de modérateur du synode et l’a réélu au cours des quatre synodes ultérieurs. Il a été considéré comme l'un des meilleurs présidents de cette l'Église à ce jour ; il avait notamment le don de savoir détendre une situation de crise avec un mot d'esprit, sans offenser ni rabaisser personne dans sa dignité.
Abraham Van der Merwe a servi dans de nombreux comités d'église. Il a été président du Conseil du Séminaire de théologie protestante de Stellenbosch, 35 ans à la Société biblique et pour les six premières années d'existence le président du Conseil national de cette institution. Il a été pendant 37 ans président du comité d’administration du collège  Jan van Riebeeck (Hoërskool Jan van Riebeeck (en)) et pendant 27 ans membre du Conseil d’administration de l'Université du Cap.

## Proche de ses racines
Le 17 avril 1948, il inaugure le mémorial aux Huguenots de Franschhoek.
En 1952, il a été président du comité d’organisation de la commémoration du trois centième anniversaire de l'arrivée de Jan van Riebeeck (avec son épouse huguenote Marie de la Queillerie) et de l’établissement des premiers colons hollandais en Afrique du Sud.
En 1965, il célèbre le tricentenaire  de sa paroisse du Cap, la « grande église » (en), à la fois la première communauté établie en Afrique du sud et le plus ancien bâtiment religieux d’Afrique du sud.

## Distinctions
Pour son service à l’Église et la société en général, il a reçu quatre doctorats honoris causa.

## Critique
En 1979, dans sa nécrologie du pasteur Van der Merwe parue dans le calendrier de l'Église réformée néerlandaise, le révérend HC Hopkins formula ce jugement : "Avec sa stature robuste, sa forte personnalité et sa voix mélodieuse, il était une figure de puissance, un homme d'autorité doté d’une grande lucidité, d’une vive intelligence et de qualités de leadership supérieures." Voilà pourquoi le revérend Beyers Naude s’est étonné que Van der Merwe n’ait pas exercé un plus grand leadership lors de la période turbulente autour de la Conférence des Églises de Cottesloe (af) (débat regroupant les huit églises protestantes d’Afrique du sud membres du COE en décembre 1960 et faisant suite au massacre de Sharpeville). Tout en prenant des résolutions de principe favorables à l’égalité des races, la conférence refusa de condamner l’action du gouvernement et lui laissa confirmer le régime d’apartheid début 1961 lorsqu’il manifesta son refus de principe d’examiner la question de la représentation des métis au parlement sud-africain.
Dans son autobiographie, Naudé écrit : "Le Dr. AJ van der Merwe était probablement la figure la plus forte dans l’Église réformée néerlandaise dans ces années-là. Personnellement, je suis convaincu qu'il aurait dû rester plus ferme dans la tempête qui a suivi la conférence de Cottesloe – j’ignore pourquoi il ne s’est pas opposé au point de vue de [notre premier ministre] Verwoerd." Bien que Van der Merwe ait soutenu les résolutions de Cottesloe après la conférence, il a finalement cédé au premier ministre, au Parti national et au Broederbond et les a finalement rejetées. Le 4 novembre 1961, il est réélu à une très large majorité au poste de modérateur de l'Église réformée néerlandaise, pour son dernier mandat. Le Dr Frits Gaum écrit dans son "Encyclopédie fondamentale du Christianisme" (Christelike Kernensiklopedie) à propos de Van der Merwe: "Au cours de ces années, il a souvent adopté une attitude plus critique à l'égard de la politique du gouvernement que certains de ses contemporains Cependant, il ne fut pas un dissident."

## Sources

### En afrikaans
- Naudé Beyers , My land van hoop, die lewe van Beyers Naudé (mon pays d'espoir, la vie de Beyers Naudé), Human & Rousseau, Le Cap, 1995.
- Gaum, Dr. Frits, "Encyclopédie fondamentale du Christianisme" (Christelike Kernensiklopedie), Lux Verbi, Wellington, 2008.
- Maree, WL (eds.), "Jaarboek van die Nederduitse Gereformeerde Kerke 1979" (Annuaire de l'Église réformée néerlandaise en 1979), Magazines Société de l'Église réformée hollandaise, Johannesburg, 1978 (Tydskriftemaatskappy van die Nederduitse Gereformeerde Kerk, Johannesburg, 1978)